# القدرة الميكانيكية

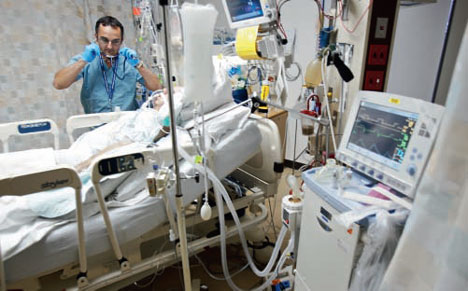
معالج الجهاز التنفسي يقوم بفحص مريض يخضع للتهوية الميكانيكية في وحدة العناية المركزة. كلما زاد الوقت الذي يقضيه المريض معرضًا للقوى المطبقة عليه بواسطة جهاز التنفس الصناعي، زاد خطر التعرض لإصابة رئوية مرتبطة بجهاز التنفس الصناعي.

القدرة الميكانيكية هو مصطلح طبي يشير إلى كمية الطاقة التي تمنح للمريض بواسطة جهاز التنفس الصناعي.
يعتبر جهاز التنفس الصناعي في كثير من الحالات تدخلاً منقذاً للحياة أو يحافظ على الحياة، إلا أنه ينطوي أيضًا على إمكانية التسبب في ضرر للمريض من خلال إصابة الرئة المرتبطة بجهاز التنفس الصناعي. قد يتسبب جهاز التنفس الصناعي بعدد من الضغوط على رئة المريض وتشمل هذه الرضح الضغطي الناجم عن الضغط، والرضح الحجمي الناجم عن انتفاخ الرئتين، والرضح الرضحي الناجم عن التدفق السريع للغازات والصدمة الكهربائية الناتجة عن الانهيار المتكرر وإعادة فتح الرئة.
الغرض من القدرة الميكانيكية هو توفير كمية يمكن أن تفسر كل هذه الضغوط وبالتالي التنبؤ بمقدار الضرر الذي إصاب الرئة.